# Mesochorus obsoletus
Mesochorus obsoletus là một loài tò vò trong họ Ichneumonidae.